# 푸른 산호초 (노래)
푸른 산호초(일본어: 青い珊瑚礁 아오이 산고쇼[*])는 1980년 7월 1일 CBS 소니에서 발매된 마츠다 세이코의 두번째 싱글 앨범이다. 일본 연예계에 마츠다 세이코의 이름을 널리 알린 초창기 대표곡으로, 당시 글리코 아이스크림 브랜드 '요렐'의 CM송으로 사용됐다.
1989년 미니 CD판, 2004년 디스크재킷 한정판 컴팩트 디스크판으로 재발매되었다. 2010년에는 최신 디지털 리마스터링이 이뤄진 고음질 버전이 데뷔 30주년 기념 앨범 《Seiko Matsuda Single Collection 30th Anniversary Box ~The voice of a Queen~》에 수록됐다.

## 상세

### 첫 히트
마츠다 세이코 본인의 인터뷰에 따르면 원래 곡 제목은 〈푸른 태양〉 (青い太陽)이었다고 한다. 작곡의 경우 프로듀서 와카마쓰 소네오 (若松宗雄)가 작곡가 오다 유이치로(小田裕一郎)의 자택을 방문하여 노래의 컨셉을 말해주자, 오다 유이치로가 기타를 꺼내 즉흥적으로 첫 구절을 부른 것이 채택되었다고 한다. 따로 앨범화되지는 않았으나 오다 유이치로 본인도 라이브 공연에서 이 곡을 부른 적이 있다. 이후 마츠다 세이코의 수많은 곡을 작곡, 편곡한 오무라 마사로 (大村雅朗)가 처음으로 편곡을 담당했다.
7월 1일 발매 후 오리콘 차트 데뷔순위는 87위였으며 이후 29위, 22위, 17위, 12위, 9위, 7위, 6위, 3위로 올랐다. 발매일로부터 두 달 뒤인 9월 8일자 차트에서는 나가부치 쯔요시의 《준코》 (順子) 다음으로 2위를 차지하였다. 그 다음주 차트에는 타하라 토시히코의 두번째 싱글에 밀려 다시 2위를 차지하면서 1위 달성에는 실패했다. 그러나 CBS 소니의 발표에 따르면 앨범 발매량은 밀리언셀러를 기록했다고 전해진다.

### 하네다 공항 라이브
1980년 8월 14일 TBS 텔레비전에서 방영된 생방송 음악 프로그램 《더 베스트텐》에 8위로 처음 소개되어 라이브를 하게 되었는데, 그날 마츠다 세이코는 삿포로에서 도쿄로 비행기를 타고 이동하는 일정이 잡혀 있어 스튜디오 공연이 불가능했다. 그런데 해당 프로그램의 프로듀서였던 야마다 슈지 (山田修爾)가 하네다 공항에 비행기가 착륙하고 나서 활주로로 내려오면 곧바로 라이브 공연을 펼치는 연출을 시도했다. 공항에서 특별손님을 맞이할 때 사용하는 전용 계단도 사용되지 않고, 일반 승객도 태운 항공기 그대로 TV 화면에 띄운다는 아이디어를 실현하기 위해 항공사는 물론 일본 정부 8개 부처의 허가를 받아야 했다고 한다.
방송 당일 마츠다 세이코를 태운 운항편이 예정시각보다 빨리 도착할 것으로 전해지자, 계단에서 내려오는 장면을 찍을 수 없을까봐 초조해진 야마다 슈지는 항공사 측에 비행기 속도를 떨어뜨릴 수 없냐고 문의했으나 항공역학적인 문제로 거절당했다. 그 대신 공항에 착륙한 뒤 활주로를 천천히 우회하여 방금 도착한 것처럼 보이게 했으나 반대로 시간을 너무 많이 잡아먹어버린 상황이 되었다. 이를 위해 마츠다 세이코가 나타나기 전까지 스튜디오에서 중계하던 아나운서 마츠미야 가즈히코 (松宮一彦)가 6분 넘게 대화를 나누며 시간을 끌어준 끝에 라이브 공연이 무사히 이루어지게 되었다.
9월 18일 《더 베스트텐》 방송에서는 처음으로 1위에 올랐으며 3주 연속으로 1위 자리를 지켰다. 첫 1위 공연 당시 마츠다 세이코의 어머니가 만든 도시락을 방송 스태프가 규슈의 구루메시에서 도쿄 아카사카까지 직접 공수해 왔으며 사회자 쿠로야나기 테츠코가 마츠다 세이코에게 건네는 연출이 이루어졌다. 그 다음주 9월 25일 방송에서는 함께 순위에 오른 야마구치 모모에로부터 축하인사를 받았으며 그녀와의 공연은 이것이 처음이자 마지막이었다.

### 이후의 출연
이듬해 1981년 봄에 열린 일본 제53회 선발 고등학교 야구 대회의 입장 행진곡으로 사용되었으며 개막식에도 게스트 가수로 초대됐다.
발매 당시 후지 텔레비전의 음악 프로그램 《밤의 히트 스튜디오》에는 단 한번도 출연하지 못했는데, 이는 본 노래가 글리코의 CM송인데 반해 해당 프로그램의 스폰서 가운데 경쟁업체인 모리나가 제과가 있었기 때문이다.
1980년 제31회 NHK 홍백가합전에 처음 출연하였으며 하얀 드레스에 보닛을 입은 스타일로 공연하였다. 생긴 것이 꼭 아기 모자처럼 보여서 출연 직전까지 모자를 써야 하나 헤맸다고 한다. 1995년 제46회 NHK 홍백가합전에서도 메들리 3곡 가운데 하나로 선정되었다.
2021년 4월 1일 데뷔 41주년을 맞이하여 〈푸른 산호초 ~Blue Lagoon~〉 (青い珊瑚礁 ～Blue Lagoon～)으로 셀프커버하여 디지털로 출시되었다. 뮤직비디오도 함께 공개되어 약 40년 만에 '세이코쨩 컷'(聖子ちゃんカット)이라 하는 본인의 헤어스타일을 선보였다.

## 수록곡
- 작사: 미우라 토쿠코 /작곡: 오다 유이치로 /편곡: 오무라 마사로

1. 푸른 산호초(青い珊瑚礁 / 3분 38초)
2. TRUE LOVE - 부드럽게 입을 맞춰(TRUE LOVE〜そっとくちづけて / 3분 01초)

## 커버
- 1987년 7월 6일 방송된 TV 애니메이션 변덕스러운 오렌지로드 제14화에서 히야마 히카루가 부르는 것으로 등장했다.
- 1991년 ONCE UPON A TIME(TONYA TOWNSEND, ROBIN BAIN, GINA KATSANDRIS)이 커버 했다( 앨범 'Spring Is Just Ahead' 내의 The Blue Coral에서).
- 1995년 일본 영화 《러브 레터》에서 등장했다.
- 2009년 하루나 아이가 커버하였다.
- 2010년 성우 이마이 아사미, 하라유미, 누마쿠라 아이미가 오사카방송 라디오 프로그램 〈THE IDOLM@STER STATION!!!〉의 코너인 〈歌姫楽園2010〉에서 커버했다. 2011년 발매된 앨범 『THE IDOLM@STER STATION!!! THIRD TRAVEL WANTED』에 수록됐다.
- 2016년 LinQ의 아라키 사쿠라가 커버하였으며 싱글 「Supreme」의 첫회 한정판에 영화 삽입곡으로 수록됐다.
- 2020년 성우 카지 유우키가 커버했으며 앨범 《VOICE ~성우들이 노래하는 마츠다 세이코 송~ Male Edition》 (2020년 12월 9일 발매)에 수록됐다.
- 2023년, 일본의 로커빌리 밴드 The Biscats가 커버 앨범 《J-BOP SUMMER》(2023년 8월 23일 디지털 공개, 8월 30일 CD 발매)의 수록곡으로 커버하였다.[4]

- 2023년 일본 가수 오쿠이 마사미가 커버했다.
- 2024년 대한민국 걸그룹 뉴진스의 도쿄돔 공연 당시 민희진의 선곡으로 하니가 커버하였다. 공연 직후 한국과 일본 양국에서 가수와 곡명에 대한 관심이 높아졌다.[5][6]